# Niels Randulf
Niels Randulf (19. august 1630 i Roskilde — 14. maj 1711) var en danskfødt norsk biskop, søn af præsten Enevold Randulf.
Randulf deponerede fra sin fødeby i 1648, drog efter sin attestats udenlands og var borte i 7 år. Han blev immatrikuleret i Leiden 1651 og i Orléans 1653. I 1657 blev han magister, 1661 sognepræst i Køge og som sådan provst i Ramsø Herred. I 1665 blev han forflyttet til Helliggejstes Kirke i København. Samme år blev embedet som biskop over Bjørgvin Stift ledig, og kongen kaldte hans fader til samme, men denne undskyldte sig på grund af sin alder og bad om den samme nåde for sønnen, som fik embedet. I 1675 blev han Dr. theol., 1685 prædikede han i Bergen for Christian V og fik lagt kongetienden af Indre Sogn til sit embede, hvori han virkede med stor nidkærhed og dygtighed.
Ung, som han var, krævedes der visdom for at stå i de vanskeligheder, som mødte ham i denne overgangstid. Der ses imidlertid ikke andet, end at han i de mange og ofte ubehagelige stridigheder vidste at opretholde sin myndighed og bevare sin sagtmodighed, og under alt dette var han altid ivrig til at fremme, hvad der kunde tjene til menighedernes vel. Han var en af de i videnskabelig henseende bedst udrustede blandt den norske kirkes biskopper, men den praktiske interesse har dog været overvejende hos ham.
Dette ses af forhandlingerne ved det provstemøde, han holdt 1668, og af de 5 interessante visitatsberetninger fra begyndelsen af hans episkopat. Han indrettede en kopibog, hvori så vel hans breve til præsterne som, hvad disse skrev til biskoppen, er opbevarede, og det er en lykke, at denne bog reddedes under den store brand 1702, der borttog hans samlinger til stiftets præstehistorie efter reformationen med hans bibliotek og mange andre skatte. Han har åbenbart været anlagt på det historiske, og hans mange og vidtløftige breve er velskrevne og indholdsrige.
Imidlertid har han kun efterladt et par ligprædikener som frugter af sine kundskaber i litteraturen. Disse, som efter tidens smag er store bøger med vidtløftige dogmatiske udviklinger, vise os en ægte discipel af Jesper Brochmand med hele den gamle ortodoksis styrke og svagheder.
Alt, hvad vi have fra biskop Randulf, viser os ham som en kraftig, energisk personlighed, der ikke lod sig kue af ulykken, fra hvad kant den end mødte ham. Med smerte måtte han se den megne fattigdom hos præster og menigheder, der vel for en del var grundet i de store skatter, der følge med krigstiderne. Har biskoppen været bedre stillet, så har dog også han lidt betydelige tab, da ildebranden 19. maj 1702 berøvede ham hans bispegård med al hans ejendom. Skønt 72 år gammel havde han endnu kræfter til at rejse til København og skaffe hjælp hos kongen til genopbyggelsen af domkirken, korskirken, latinskolen og hospitalet, hvilke samtlige bygninger snart igen stod frem af sin aske. Medens bispegården lå i ruiner, kunne han glæde sig i den dejlige have, i hvilken han havde opelsket mange udenlandske træer.
Gift 1. (10. november 1661) med Mette Pedersdatter (født 15. december 1643; død 9. august 1679), datter af borgmester i København Peder Pedersen; 2. (15. december 1680) med Dorothea Cathrine Wandal (født 1660, døbt 14. november; død 1708), datter af biskop Hans Wandal (født 1624; død 1675) og Anne Cathrine Pedersdatter (født 1636; død 25. august 1678).